# Eumantispa tibetana
Eumantispa tibetana är en insektsart som beskrevs av C.-k. Yang et al in Huang et al. 1988. Eumantispa tibetana ingår i släktet Eumantispa och familjen fångsländor. Inga underarter finns listade i Catalogue of Life.